# Bataille d'Alicudi
Pour les articles homonymes, voir Bataille du Stromboli.
Pour la première bataille du Stromboli, voir Bataille du Stromboli (1675).
Guerre de Hollande
Batailles
- Groenlo (06-1672)
- Solebay (06-1672)
- Zutphen (06-1672) (nl)
- Coevorden (06-1672)
- Nimègue(07-1672)
- Groningue (07-1672)
- Saint-Lothain (02-1673)
- Schooneveld (1re) (06-1673)
- Maastricht (06-1673)
- Schooneveld (2de) (06-1673)
- Texel (08-1673)
- Bonn (11-1673)
- Arcey (01-1674)
- Pesmes (02-1674)
- Gray (02-1674)
- Scey-sur-Saône (03-1674)
- Chariez (03-1674)
- Vesoul (03-1674)
- Arbois (03-1674)
- Orgelet (03-1674)
- Besançon (04-1674)
- Dole (05-1674)
- Sinsheim (06-1674)
- Salins (06-1674)
- Belle-Île (06-1674)
- Lure (07-1674)
- Faucogney (07-1674)
- Sainte-Anne (07-1674)
- Fort-Royal (07-1674)
- Seneffe (08-1674)
- Entzheim (10-1674)
- Mulhouse (12-1674)
- Turckheim (01-1675)
- Stromboli (02-1675)
- Fehrbellin (06-1675)
- Salzbach (07-1675)
- Consarbrück (08-1675)
- Altenheim (08-1675)
- Alicudi (01-1676)
- Agosta (04-1676)
- Philippsburg (05-1676)
- Palerme (06-1676)
- Maastricht (07-1676)
- Valenciennes (11-1676)
- Tobago (03-1677)
- Saint-Omer (03-1677)
- Cambrai (03-1677)
- La Peene (Cassel) (04-1677)
- Ypres (03-1678)
- Rheinfelden (07-1678)
- Saint-Denis (08-1678)

La bataille navale d'Alicudi, aussi connue sous les noms de seconde bataille du Stromboli et bataille de Milazzo, a lieu le 8 janvier 1676, dans la mer Tyrrhénienne au large de l'île d'Alicudi, une petite île volcanique appartenant à l'archipel des îles Éoliennes, situé au nord des côtes de la Sicile. Elle oppose une flotte française commandée par Abraham Duquesne à une flotte hollandaise commandée par Michiel de Ruyter. Le résultat est indécis, même si les deux camps revendiquent la victoire.

## Le contexte
Pendant la guerre entre la France et la Hollande, la ville de Messine se révolte contre les Espagnols. En 1674, soumise à un blocus, elle appelle à son secours le roi de France. Celui-ci accepte la demande et envoie une flotte sur les côtes de Sicile, avec Valbelle, 1675 avec Duquesne et en 1676 sous le commandement du duc de Vivonne. L'escadre bleue est alors commandée par Abraham Duquesne, la blanche et bleue par le chef d'escadre de Preuilly-d'Humières.
Le ravitaillement des révoltés doit être assuré par des convois, surtout de blé. Les Espagnols subissent plusieurs revers en essayant de s'opposer à ces convois.
Les Hollandais ont décidé de venir en aide à l'ennemi de leur ennemi et envoient une flotte en Méditerranée, sous le commandement de l'amiral Ruyter. Dans la lettre du 26 juillet 1675 que le Stathouder Guillaume III adresse à Ruyter, il lui donne l'ordre d'aller trouver :
« ...l'armée navale d'Espagne, afin que celle-ci étant jointe à la flotte des Etats, elles allassent ensemble, avec la bénédiction de Dieu, faire rentrer Messine sous l'obéissance du roi d'Espagne. »
Mais la campagne manque de véritable intérêt pour les Pays-Bas et la flotte hollandaise est faible et mal équipée. Michiel de Ruyter est un adversaire du Stathouder dans les politiques internes des Pays-Bas et c'est à cause de cela que c'est lui qui reçoit l'ordre de commander cette flotte : tous les deux savent que c'est une mission impossible.
Sur place, Vivonne décide de s'emparer d'Augusta, centre de ravitaillement espagnol et base intéressante pour surveiller la côte méridionale de Sicile. La place est capturée le 12 août 1675.
Le 20 décembre 1675, les Hollandais arrivent à Milazzo.

## Le combat
L'approche des Français est annoncée à Ruyter par des feux allumés sur les îles Lipari. Le 8 janvier au matin, les deux flottes sont en vue l'une de l'autre, à une vingtaine de lieues au nord des côtes siciliennes.
Le vent, changeant, et faible, est passé à l'ouest. Les deux flottes courent au sud-ouest (en direction de Palerme) ; elles sont écartées d'une lieue et demi. Les Français ont l'avantage du vent et peuvent donc choisir le moment de l'attaque.
À neuf heures, les Français attaquent. Les deux lignes se canonnent. Les dégâts causés aux mâtures obligent certains navires à quitter momentanément la ligne pour effectuer des réparations d'urgence, mais cela ne remet pas en cause l'ordre des 2 lignes.
Les Français utilisent 3 de leurs brûlots, mais sans résultats.
Au soir, les galères espagnoles essaient de canonner Le Sceptre de Tourville qui riposte en utilisant les pièces de 36 livres de sa batterie basse. Les galères n'insistent pas et se contentent de prendre en remorque 2 des navires hollandais.
Au soir, les Hollandais continuent sur leur cap ; les Français virent pour repartir au nord-est, vers le Stromboli.

## Les suites du combat
Cette bataille indécise n'apporte aucun résultat stratégique. Les deux camps clament victoire, mais il faudra attendre les rencontres suivantes, Agosta et, surtout, Palerme, pour que la victoire soit acquise aux armes du Roi-Soleil.